# George Gallo
George Gallo né le 20 janvier 1956 à  Port Chester (New York), est un scénariste et réalisateur américain.

## Filmographie

### Comme scénariste
- 1986 : Mafia salad (Wise Guys)  de Brian De Palma
- 1988 : Midnight Run de Martin Brest
- 1991 : 29ème rue (29th Street)
- 1994 : Midnight Run for Your Life (TV) de Daniel Sackheim
- 1994 : Midnight Runaround (TV) de Frank De Palma
- 1994 : Another Midnight Run (TV)
- 1994 : Vermin & Pestilence (TV)
- 1994 : Descente à Paradise (Trapped in Paradise)
- 1995 : Bad Boys de Michael Bay
- 2001 : Un gentleman en cavale (Double Take)
- 2001 : Mon ami Spot (See Spot Run) de John Whitesell
- 2004 : Mon voisin le tueur 2 (The Whole Ten Yards) de Howard Deutch
- 2006 : Local Color
- 2007 : Nom de Code : Le Nettoyeur (Code Name: The Cleaner) de Les Mayfield
- 2008 : Mon espion préféré My Mom's New Boyfriend
- 2009 : Middle Men
- 2012 : The Suspects (Columbus Circle)
- 2020 : The Comeback Trail de lui-même

### Comme réalisateur
- 1994 : 29ème rue (29th Street)
- 1994 : Descente à Paradise (Trapped in Paradise)
- 2001 : Un gentleman en cavale (Double Take)
- 2003 : DysFunktional Family
- 2006 : Local Color
- 2008 : Mon espion préféré (My Mom's New Boyfriend)
- 2009 : Middle Men
- 2012 : The Suspects (Columbus Circle)
- 2019 : The Poison Rose
- 2020 : Arnaque à Hollywood
- 2021 : Vanquish
- 2023 : The Ritual Killer

### Comme producteur
- 1994 : Midnight Runaround (TV) de Frank De Palma (producteur délégué)
- 1994 : Another Midnight Run (TV) (producteur délégué)
- 1994 : Descente à Paradise (Trapped in Paradise) (également producteur)
- 2004 : Most High (producteur délégué)
- 2006 : Local Color (également producteur)
- 2008 : Senior Skip Day (producteur délégué)

## Distinctions
- 2006 : Ft. Lauderdale International Film Festival (Best Screenplay "Local Color" (2006)